# Rangpur (prowincja)
Rangpur (bengal. রংপুর বিভাগ) – jedna z siedmiu prowincji Bangladeszu. Znajduje się w północnej części kraju. Jej stolicą jest miasto Rongpur.